# 星座別の恒星の一覧
星座別の恒星の一覧（せいざべつのこうせいのいちらん）は、国際天文学連合の定めた星座ごとに属する恒星の一覧である。全天は88の星座に分かれているが、へび座は東西に分けられるため、実際には89に分割されている。
いずれの星座にも属さない唯一の恒星は太陽である。太陽は黄道に沿って、黄道十二星座とへびつかい座の合計13の星座を通過する。

## 星座別の恒星の一覧
太陽以外の恒星は、次の星座のいずれかに属する。
| - アンドロメダ - いっかくじゅう - いて - いるか - インディアン - うお - うさぎ - うしかい - うみへび - エリダヌス - おうし - おおいぬ - おおかみ - おおぐま - おとめ - おひつじ - オリオン - がか - カシオペヤ - かじき - かに - かみのけ | - カメレオン - からす - かんむり - きょしちょう - ぎょしゃ - きりん - くじゃく - くじら - ケフェウス - ケンタウルス - けんびきょう - こいぬ - こうま - こぎつね - こぐま - こじし - コップ - こと - コンパス - さいだん - さそり - さんかく | - しし - じょうぎ - たて - ちょうこくぐ - ちょうこくしつ - つる - テーブルさん - てんびん - とかげ - とけい - とびうお - とも - はえ - はくちょう - はちぶんぎ - はと - ふうちょう - ふたご - ペガスス - へび - へびつかい - ヘルクレス | - ペルセウス - ほ - ぼうえんきょう - ほうおう - ポンプ - みずがめ - みずへび - みなみじゅうじ - みなみのうお - みなみのかんむり - みなみのさんかく - や - やぎ - やまねこ - らしんばん - りゅう - りゅうこつ - りょうけん - レチクル - ろ - ろくぶんぎ - わし |

## 採録基準
- 視等級が6等級以上の恒星(V < 6.50)
- バイエル符号またはフラムスティード番号が付けられた恒星
- 有名な変光星
- 近い恒星
- 太陽系外惑星を持つ恒星
- 中性子星、ブラックホール等の特別な性質を持つ天体（恒星ではないが、一覧に含める）